# João Alves de Gouveia
João Alves de Gouveia foi o primeiro e único barão de Lavras, título de origem toponímica referente à cidade onde residia, uma região outrora notável pela extração de ouro. Foi elevado a barão em 12 de janeiro de 1889, com decreto registrado no Livro XII, Pag. 78, Seção Histórica do Arquivo Nacional. Não há Brasão registrado no Cartório da Nobreza e Fidalguia do Império do Brasil.
Nascido no distrito de Nossa Senhora do Carmo da Cachoeira em Lavras, MG em 1845, falecendo em 1 de junho de 1889. Foi fazendeiro e militou na política, sendo chefe do Partido Conservador, no regime monárquico, e exercendo vários cargos de eleição popular e de nomeação. Foi delegado de instrução, suplente de subdelegado de polícia e juiz de paz.
Quando da elevação do antigo distrito à condição de cidade, foi eleito para a primeira Câmara Municipal de Lavras, assim composta:
Comendador José Esteves de Andrade Botelho
Tenente Coronel José Augusto do Amaral
Coronel Joaquim Francisco da Costa
Capitão Joaquim José de Azevedo
Dr. José Constâncio de Oliveira e Silva
Joaquim Thomaz Vilela e Castro
João Alves de Gouveia, o então futuro barão de Lavras
José Flávio de Morais
Honório José Martins